# Opus siliceum

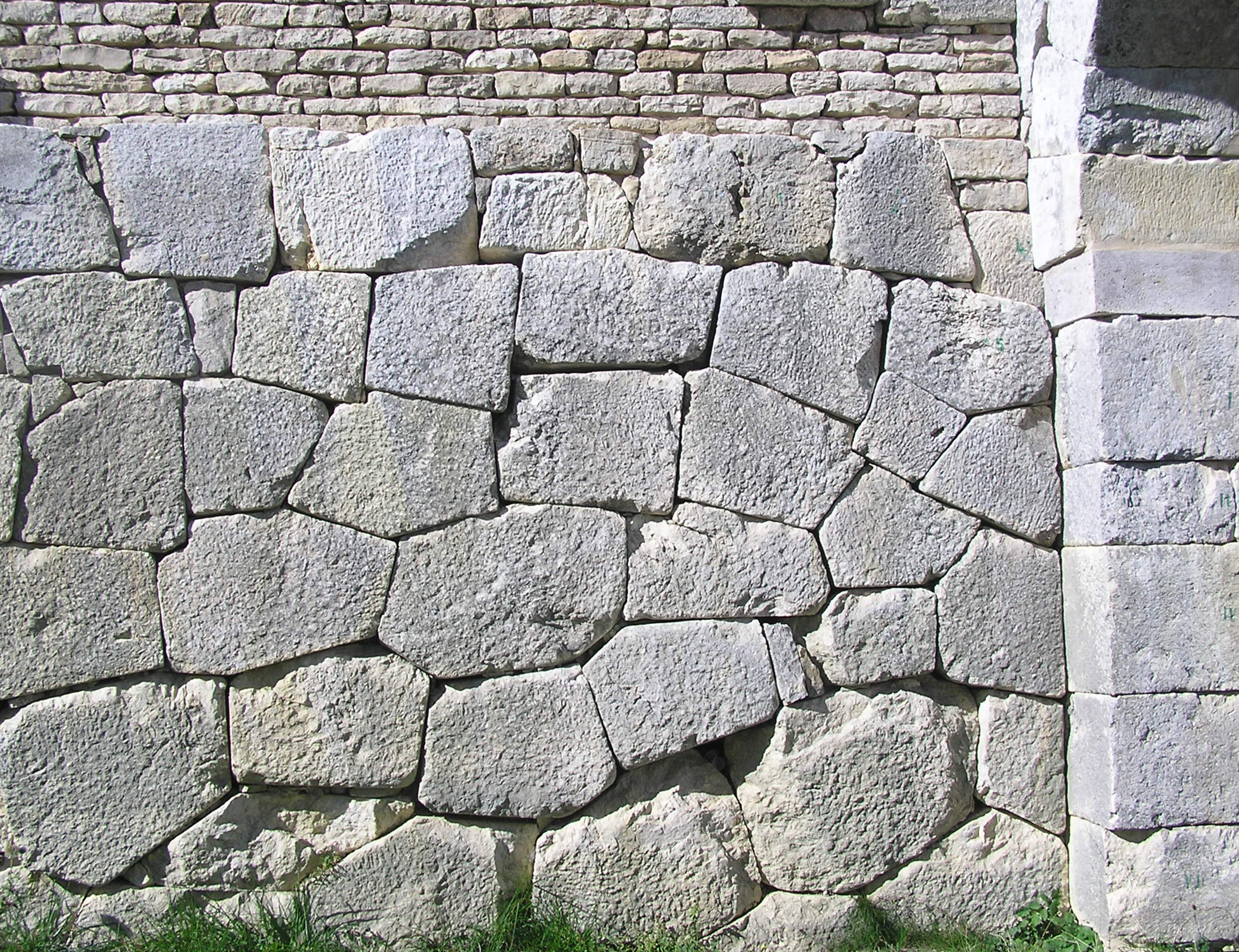
Samnitische muur in opus siliceum in Pietrabbondante.

Opus siliceum, ook wel opus poligonalis genoemd, is een Romeinse bouwtechniek, enigszins vergelijkbaar met de Cyclopische muren van Tiryns en Mycene, die uit de tweede helft van het 2e millennium v.Chr. stammen.

## Beschrijving
In de  opus siliceum-techniek werden grote veelhoekige natuurstenen zo gestapeld dat ze door hun eigen gewicht op de plaats blijven liggen. De stenen zijn bewerkt zodat ze in elkaar passen. Ze liggen niet in duidelijke rijen en de voegen zonder mortel zijn relatief ruw en ongelijk. De in deze techniek gebouwde muren hebben de vorm van een afgeknotte kegel.
Opus siliceum werd voornamelijk gebruikt voor stadsmuren en castra, maar ook wel voor de  terrassen en podia van Romeinse tempels, vooral voor werken op hellingen. De nog steeds bestaande tempel van Fortuna Primigenia in Palestrina uit de 1e eeuw v.Chr. is hier een goed voorbeeld van.
De techniek werd in de 6e eeuw v.Chr. in Italië geïntroduceerd door de Etrusken en Griekse kolonisten. De Romeinen gebruikten de techniek van de 4e tot de 1e eeuw v.Chr., daarna kwamen "nettere" technieken als opus isodomum in zwang. Met deze techniek konden loodrechte muren worden gebouwd die bovendien sterker waren. Voor vestingwerken werden steeds vaker met natuur- of baksteen beklede betonnen muren gebruikt, vanaf begin 3e eeuw v.Chr. opus reticulatum en vanaf de 1e eeuw opus latericium en opus testaceum.